# Нагая улица
«Нагая улица» (англ. The Naked Street) — фильм нуар режиссёра Максвелла Шейна, вышедший на экраны в 1955 году.
Действие фильма происходит в Нью-Йорке, где крупный бруклинский мафиози (Энтони Куинн) путём запугивания свидетелей вытаскивает из камеры смертников молодого мелкого преступника (Фарли Грейнджер), от которого забеременела его сестра (Энн Бэнкрофт), и организует их свадьбу. После того, как этот брак даёт трещину, а молодой преступник пытается выйти из-под контроля мафиозного босса, тот подставляет его в убийстве, и на этот раз приговор приводится в исполнение.
Наряду с такими картинами, как «Ангелы с грязными лицами» (1938), «Ревущие двадцатые» (1939), «Плач большого города» (1947), «Поцелуй смерти» (1947), «Сила зла» (1948) и «Детективная история» (1951), фильм относится к субкатегории «нью-йоркского социального нуара», в которой прослеживается связь организованной преступности с нищенскими и беспросветными условиями существования жителей города.

## Сюжет
Однажды ночью под Бруклинским мостом в Нью-Йорке двое бандитов убивают ростовщика и поджигают его труп. В этот момент появляется пара случайных свидетелей, и бандиты, не завершив уничтожение следов преступления, скрываются, в результате полиции удаётся идентифицировать труп убитого. На следующее утро руководитель силовых акций бруклинской мафии Фил Ригал (Энтони Куинн) жёстко отчитывает своих бандитов за неудачное проведение акции и отправляет их во временное убежище к своему партнёру в Детройт. Вскоре в офис к Филу приходит корреспондент газеты «Нью-Йорк Кроникл» Джо МакФарланд (Питер Грейвс). Он просит прокомментировать заявление окружного прокурора о том, что Фил является исполнителем силовых акций мафии, и что многие ниточки, связанные с убийствами и исчезновением людей, тянутся к нему, а свидетели по делам против него имеют странную привычку менять свои показания. Однако Фил отвечает, что ему об этом ничего не известно, он занимается законным бизнесом в сфере частного кредитования. Затем Фил выходит из дома, чтобы поехать к маме на традиционный воскресный обед, предлагая Джо подвезти его. Около машины к Филу подходит его подружка, которая просит взять её с собой и познакомить с семьей Фила, однако тот ей категорически отказывает, говоря, что «семья — это другое». Фил приезжает в бедный бруклинский квартал, к дому, в котором родился и вырос. Поднимаясь по лестнице в квартиру, где до сих пор живёт его мама миссис Ригальчик и сестра Розали (Энн Бэнкрофт), он встречает на лестнице соседа, старого знакомого. Тот интересуется здоровьем Розали, говоря, что на днях встретил её на приёме у гинеколога. Зайдя в квартиру, Фил нежно целует маму, и вместе с сестрой они втроём садятся за стол. На вопрос Фила об учёбе в колледже Розали отвечает, что бросила его и пойдёт работать. Фил говорит, что ей не надо работать, так как он её полностью обеспечивает и пытается устроить ей счастливую жизнь — оплачивает учёбу и купил новую машину. Затем он интересуется, почему она скрыла, что была у врача, быстро выясняя, что Розали беременна. Как дальше выясняет Фил, Розали влюбилась в местного мелкого преступника, красавчика Никки Брэдну (Фарли Грейнджер). Они хотели пожениться, но Никки был осуждён за убийство, и ожидает в камере смертников казни на электрическом стуле, которая должна состояться через 60 дней.
… За два месяца до описываемых событий Никки, проходя вечером по улице, увидел сквозь витрину, как владелец алкогольного магазина Бэррик спрятал дневную выручку. Он заходит в магазин, якобы чтобы купить спиртного, просит владельца принести ему холодный тоник из холодильника, и пока тот уходит в подсобку, перебирается через прилавок и пытается достать спрятанные деньги. Однако в этот момент владелец возвращается, и вступает с Никки в борьбу, которая переходит на улицу. В итоге Никки достаёт нож и убивает Бэррика на глазах у двух свидетелей, а затем убегает. Вскоре его ловят, и на основании свидетельских показаний суд приговаривает его к смертной казни…
Действие возвращается в настоящее время. Фил наносит визит к авторитетному местному адвокату Майклу Флэндерсу, прося его немедленно заняться делом Никки, чтобы «дать парню ещё один шанс». Затем Фил даёт взятку судье, чтобы тот согласился пересмотреть дело. После чего Фил со своими подручными, угрожая свидетелям физической расправой, требует от них изменить свои показания, а затем точно также подговаривает уличную торговку, чтобы в суде она обеспечила Никки алиби на момент убийства. Во время суда адвокат произносит убедительную речь, а все свидетели выступают так, как им указал Фил, после чего прокурор Блейкер снимает с Никки все обвинения, и его выпускают в зале суда. Прокурор прекрасно понимает, что показания получены в результате запугивания свидетелей, и обещает рано или поздно разоблачить лжесвидетелей и добиться наказания виновных. Ничего не понимающий Никки спрашивает, кто оплатил его спасение. Адвокат знакомит его с Филом, который говорит, что спас его из-за Розали. Далее он говорит: «Она тебя любит и родит от тебя ребёнка, и потому ты будешь жить. Завтра состоится ваша свадьба». Свадьба проходит удачно, Розали счастлива. Никки благодарит Фила за то, что тот для него сделал, и рассчитывает, что Фил возьмёт его к себе на работу. Однако Фил заявляет, что устроил Никки водителем грузовика в транспортную компанию, где тот должен будет работать честно.
Несколько недель спустя полиция вылавливает в воде тело ещё одного убитого, связанного с нелегальными азартными играми. Это убийство вновь связывают с Филом, хотя против него нет никаких доказательств. Джо получает редакционное задание написать статью, анализирующую серию нераскрытых мафиозных убийств в Нью-Йорке. Он приходит к Филу с просьбой дать интервью, но Фил вместо этого рассказывает ему о своей суровой школе жизни, которую он прошёл в бедном бруклинском квартале, а затем приглашает Джо на воскресный семейный обед. В квартире миссис Ригальчик Джо знакомится с Розали, и выясняется, что они учились в одной и той же школе, и Джо даже был с неё влюблён. Оказывается, Джо родился и вырос в нескольких кварталах от их дома. Во время обеда с работы возвращается уставший Никки в испачканном комбинезоне, знакомясь с Джо. Фил говорит, что отвечает за будущего ребёнка Розали, и скоро будет дядей. Затем Фил и Джо уходят, после чего Никки говорит Розали, что не доволен контролем и помыканием со стороны Фила, однако Розали встаёт на сторону брата. Она даёт мужу пощёчину и просит его никогда так не говорить, поскольку Фил за них переживает и заботится об их счастье. После этого некоторое время Никки и Розали живут вполне счастливо, Никки честно работает и даже добивается прибавки к жалованию.
Однако затем происходит перелом, когда их ребёнок умирает в больнице во время родов. Фил сразу же обвиняет в этом Никки, и, не вытерпев, тот набрасывается на Фила с кулаками. После короткой стычки Фил угрожающе говорит Никки, чтобы тот держался от него подальше. Никки решает вырваться из-под контроля Фила, и начать собственное дело. Вместе с группой сообщников он организует серию ограблений грузовиков компании, в которой работает, и вскоре у него образуется небольшой собственный капитал. Поднакопив ещё немного денег, Никки собирается сбежать в Калифорнию, где открыть собственное дело. Тем временем он забывает о жене, проводя время в компании барменши Марджори. Некоторое время спустя прокурор Блейкер приглашает к себе Джо, предлагая написать разоблачительную статью о преступной деятельности Фила. Он рассчитывает, что сообщники Фила, боясь дальнейших разоблачений, отвернутся от него. Перед опубликованием статьи Джо показывает её Розали, но она отказывается поверить в виновность брата, несмотря на слова Джо о том, что правду надо принимать такой, какая она есть. Вскоре после этого Фил с мамой приходит к Розали домой, не заставая Никки дома. Розали говорит, что он на работе, но заметив шофёрскую фуражку, Фил быстро выясняет, что дома Никки вообще почти не бывает. Розали просит брата дать Никки ещё один шанс. Вскоре, проезжая на машине, Фил замечает на улице весёлого Никки в компании Марджори. Когда на следующий день Фил видит у раздражённой Розали синяки, он решает расправиться с Никки. Никки приходит к Филу в офис, неуклюже пытаясь оправдаться, но Фил не желает его слушать. После этого Фил поручает двум профессиональным картёжникам, в том числе лучшему другу Никки, Латци Фрэнксу (Джерри Пэрис), подставить Никки в убийстве. При этом Фил говорит Латци, чтобы тот забыл о личных отношениях, иначе ему никогда не добиться успеха в жизни. Они устраивают игру в покер с участием Никки, в которой принимает участие скупщик краденых драгоценностей Гарри Голдиш. После того, как у Гарри заканчиваются наличные, он ставит на кон драгоценности. Вскоре он выходит из игры, однако Латци уговаривает Никки остаться ещё на пару часов. Пока Никки продолжает игру, люди Фила убивают Гарри, а драгоценности подбрасывают в квартиру Марджи. Когда Никки возвращается к ней домой, его уже ждут полицейские. В квартире находят драгоценности, после чего Никки обвиняют в убийстве Гарри, находят пропавшие драгоценности, а также четырёх «свидетелей», которые утверждают, что Никки вышел на улицу сразу вслед за Гарри. Второй раз за 13 месяцев Никки осуждают в убийстве и приговаривают к смертной казни, несмотря на его отчаянные крики, что его подставил Фил. Джо спрашивает у Розали, правда ли это, однако она отвечает, что этого не может быть, потому что Фил только помогал Никки.
За три дня до приведения приговора в исполнение, находясь в камере смертников тюрьмы Синг Синг, Никки посылает две телеграммы с просьбой о встрече: первую — Филу, а вторую — Джо. На встрече с Филом Никки просит добиться его освобождения, угрожая в противном случае рассказать всю правду о том, как Фил организовал отмену приговора по делу Бэррика, где Никки действительно был виновен в убийстве. Однако Фил отказывается помочь Никки, говоря, что тот сам всё испортил, и потому наказание вернулось за ним. После этого Никки встречается с Джо, который записывает их разговор на магнитофон. Никки просит Джо помочь ему заключить сделку с прокурором, обещая дать свидетельские показания против Фила о том, как тот его вытащил из дела Бэррика, запугивая свидетелей. В случае заключения сделки с обвинением Никки рассчитывает на переквалификацию своего дела на убийство второй степени и соответственно на сохранение жизни. На следующий день Джо публикует в газете всю историю, которую ему поведал Никки. На следующий день по приказу Фила его подручные нападают на Джо и жестоко избивают его. Тогда Джо выпускает ещё одну статью, прямо обвиняющую Фила в убийстве. Бандиты устанавливают за Джо постоянную слежку. За день до казни Джо приходит к Никки, однако, как выясняется, никто из свидетелей не изменил своих показаний, и приговор Никки остался в силе. Джо записывает на магнитофон последний монолог Никки, в котором тот утверждает, что Латци его лучший друг, и он не держит на него обиды.
На следующий день Никки казнят. После этого Джо направляется к Латци, рассчитывая убедить его изменить свои показания и рассказать об истинной роли Фила в убийстве Гарри. Прослушав запись монолога Никки, в которой тот называет его своим лучшим другом, Латци приходит в состояние волнения, сожаления о своём поступке. При этом Джо говорит, что в таком случае он сможет заключить сделку с обвинением, и даже избежать наказания. Под влиянием своей невесты Латци решает рассказать всю правду о деятельности Фила, покончив тем самым со своей криминальной жизнью. Они договариваются встретиться на следующий день. Однако в тот момент, когда Латци подходит к машине Джо, люди Фила прямо на улице расстреливают его. Однако Латци выживает, давая в больнице показания окружному прокурору, на основании которых тот выписывает ордер на арест Фила. Тем временем Джо срочно направляется в квартиру миссис Ригальчик, чтобы предупредить Розали, находя её на крыше дома. Он рассказывает ей об убийстве Гарри и о показаниях Латци, однако Розали отвечает, что не отступится от своего брата. Пока Джо уходит, чтобы предупредить полицию о том, что скоро на традиционный воскресный обед прибудет Фил, тот приезжает, поднимаясь к Розали на крышу. Она обвиняет своего брата в том, что он заставил её жить с убийцей, и теперь все будут знать, что она — жена убийцы и сестра гангстера, и теперь она никогда не сможет познакомиться с достойным мужчиной и вести нормальную жизнь. Фил на это отвечает, что всегда делал всё только для её счастья. Их спор прерывает Джо, который сообщает, что скоро прибудет полиция. Фил пытается выстрелить в Джо, однако Розали ему мешает. Начинается драка, Фил вырывается, но его преследуют полицейские. Фил пытается перепрыгнуть на крышу соседнего здания, как он делал это в детстве, но срывается, падает вниз и разбивается. Пока Джо утешает Розали, ничего не подозревающая миссис Ригальчик, подходя к своему подъезду, проходит мимо толпы, окружившей тело её разбившегося сына.

## В ролях
- Фарли Грейнджер — Николас «Никки» Брэдна
- Энтони Куинн — Фил Ригал
- Энн Бэнкрофт — Розали Ригальчик
- Питер Грейвс — Джо МакФарланд
- Элс Нефт — миссис Ригальчик
- Джерри Пэрис — Латци Фрэнкс
- Джеймс Флавин — адвокат Майкл Х. Фландерс
- Уит Бисселл — окружной прокурор Блэйкер
- Гарри Харви — судья Родер (в титрах не указан)

## Создатели фильма и исполнители главных ролей
Как сценарист и режиссёр Максвелл Шейн создал такие фильмы нуар, как «Страх в ночи» (1947), «Город за рекой» (1949), «Стеклянная стена» (1953) и «Ночной кошмар» (1956).
Наиболее известными работами Фарли Грейнджера стали фильмы нуар «Они живут по ночам» (1948) Николаса Рэя и «Переулок» (1950) Энтони Манна, триллеры Хичкока «Верёвка» (1948) и «Незнакомцы в поезде» (1951), а также историческая мелодрама Лукино Висконти «Чувство» (1954).
Энтони Куинн был дважды номинирован на Оскар за исполнение главных ролей в фильмах «Дикий ветер» (1957) и «Грек Зорба» (1964), а также завоевал два Оскара за роли второго плана в фильмах «Вива, Сапата!» (1952) и «Жажда жизни» (1956). К числу памятных картин с участием Куинна относятся также вестерн «Случай в Окс-Боу» (1943), драма Федерико Феллини «Дорога» (1954) и военная приключенческая драма Дэвида Лина «Лоренс Аравийский» (1962).
Энн Бэнкрофт завоевала Оскар за исполнение главной роли в фильме «Сотворившая чудо» (1962), кроме того она четырежды номинировалась на Оскар за главные роли в фильмах «Пожиратель тыкв» (1964), «Выпускник» (1967), «Поворотный пункт» (1977) и «Агнец божий» (1985). Она сыграла главные роли также в фильмах нуар «Секреты Нью-Йорка» (1955) и «Сумерки» (1957), а также в фильме Дэвида Линча «Человек-слон» (1980).

## Оценка критики

### Общая оценка фильма
Критика дала фильму невысокую оценку, отметив с лучшей стороны лишь актёров, исполнивших главные роли. Кинокритик Босли Краузер сразу после выхода фильма на экраны назвал «Нагую улицу» «унылым и скучным шоу» и «маленьким проходным фильмом», в очередной раз доказывающим, что «преступление является невыгодной формой предприятия».
Аналогичную оценку фильму дал и современный критик Деннис Шварц, назвавший картину «неубедительным второразрядным фильмом нуар, поставленным посредственным Максвеллом Шейном, которому не удаётся справиться с унылой историей и как режиссёру, и как соавтору сценария». Крейг Батлер характеризует картину как «непростую комбинацию из жёсткого триллера об организованной преступности и социальной драмы 1950-х годов, которая не достигает успеха ни в том, ни в другом качестве».

### Характеристика фильма
Характеризуя содержание картины, Краузер пишет: «Персонаж преступного мира, которого играет Энтони Куинн, прибегает к бандитским методам и криминальной тактике, чтобы получить всё, чего желает его душа. Одна из таких вещей, которую он очень хочет — это видеть свою незамужнюю сестру замужем за молодым мелким преступником, который создал ей „проблему“ перед тем, как купить себе билет в одну сторону на электрический стул. Тогда наш большой дядя организует лжесвидетелей, в результате показаний которых приговоренного молодого бандита выпускают на свободу, а потом организует брак по залёту. Все выглядит хорошо для нашего большого человека. Но ребёнок рождается мёртвым, и молодой отец, которого играет Фарли Грейнджер, пускается во все тяжкие, начиная преступную карьеру, чтобы выйти из зависимости от своего шурина». Естественно, между ними возникает противостояние, и «мистер Куинн подставляет мистера Грейнджера, после чего их братские отношения рушатся до такой степени, что мистера Грейнджера казнят, а мистера Куинна убивают при попытке сбежать от полиции».

### Характеристика режиссёрской работы
Батлер пишет, что «хотя усилия Шейна соединить два жанра в попытке создать более „содержательный“ криминальный фильм заслуживают восхищения», тем не менее «грустный факт заключается в том, что он делает это в неуклюжей, шаблонной и неубедительной манере». Критик считает, что «окончательный результат мог бы быть и лучше, если бы Шейн попытался сделать просто гангстерский фильм (или простую драму „приземлённого реализма“)». Далее Батлер отмечает, что «Шейн также проигрывает в том, что пытается рассказывать историю слишком литературно; слишком часто он использует слова для общих описаний вместо того, чтобы использовать для этой цели зрительные образы, а выражаемый словами смысл мог бы быть более глубоким».

### Характеристика актёрской игры
Наиболее сильной стороной картины, по мнению критиков, стала игра актёров в главных ролях. Так, Батлер подчёркивает, что «к счастью, Шейн использует очень хороший актёрский состав, начиная с безжалостного криминального владыки. Определённо играя бандита, Куинн наполняет его образ достаточной человечностью, захватывая интерес аудитории, и даже порождая значительную долю симпатии». Далее он указывает, что «Фарли Грейнджер также силён в своей слабо написанной роли, но его затмила очень молодая Энн Бэнкрофт, которая завладевает экраном каждый раз, когда появляется в кадре». Подводя итог фильму, Батлер пишет: «Актёры делают фильм заслуживающим просмотра, жаль только, что материал не соответствует их уровню». С другой стороны, по мнению Шварца, «талантливый актёрский состав оказался в числе приговорённых в камере смертников из-за натянутости истории, неинтересных характеров и того, насколько скучны они лично».